# 불안 (1954년 영화)
불안(La Paura, Fear)은 이탈리아에서 제작된 로베르토 로셀리니 감독의 1954년 드라마 영화이다. 잉그리드 버그만 등이 주연으로 출연하였다.

## 출연

### 주연
- 잉그리드 버그만
- 마티아스 위맨

### 조연
- 르네이트 만하르트
- 커트 크루거
- 엘리즈 오링거

## 제작진
- 원작자: 슈테판 츠바이크